# Bipirámide
Una bipirámide (o dipirámide) n-gonal es un poliedro formado por la reunión base con base de una pirámide n-gonal con su simétrica respecto al plano de la base. El n-gono de la bipirámide hace referencia a la figura 2D formada por la base que une las dos mitades piramidales simétricas respecto a su plano común.
Las bipirámides de caras isohédricas son los poliedros duales de prismas uniformes y suelen tener caras en forma de triángulo isósceles.

## Clasificación
Las bipirámides se clasifican según el número de ángulos de su plano central (de simetría).
1. Bipirámide triangular – 6 caras – dual: Prisma triangular
2. Octaedro (bipirámide cuadrilátera) – 8 caras – dual: Ortoedro
3. Bipirámide pentagonal – 10 caras – dual: Prisma pentagonal
4. Bipirámide hexagonal – 12 caras – dual: Prisma hexagonal
5. Bipirámide heptagonal – 14 caras – dual: Prisma heptagonal
6. Bipirámide octogonal – 16 caras – dual: Prisma octogonal
7. Bipirámide eneagonal – 18 caras – dual: Prisma eneagonal
8. Bipirámide decagonal – 20 caras – dual: Prisma decagonal

| 3 | 4 | 5 | 6 | 8 | 10 |

## Geometría
Volumen
El volumen de una bipirámide (simétrica) se calcula mediante la fórmula:
{\displaystyle V={\frac {2}{3}}Bh\,,}
donde {\displaystyle B} es el área de la base y {\displaystyle h} la altura desde el plano de la base hasta uno de los vértices.
La fórmula funciona para cualquier forma de la base y para cualquier ubicación del vértice, siempre que {\displaystyle h} se mida como la distancia en perpendicular desde el plano que contiene el polígono por el que se unen las dos pirámides.
Por eso, el volumen de una bipirámide (simétrica) cuya base es un polígono regular de {\displaystyle n} lados con una longitud de lado {\displaystyle s} y cuya altura es {\displaystyle h} se calcula mediante la fórmula:
{\displaystyle V={\frac {n}{6}}hs^{2}\cot {\frac {\pi }{n}}\,.}
Área lateral
Por otro lado, para una bipirámide recta, el área de su superficie lateral es:
{\displaystyle SA=ns{\sqrt {p^{2}+h^{2}}}}
donde {\displaystyle p} es la longitud de la apotema del polígono de la base común.
Ambas fórmulas se deducen directamente de duplicar las correspondientes a la pirámide.

## Bipirámides rectas "regulares"
Una bipirámide "recta" tiene sus dos vértices contenidos en una recta perpendicular (formando un ángulo recto) al plano de la base, y situados uno por encima y otro por debajo del centroide de su base poligonal.
Una bipirámide "regular" tiene una base poligonal regular. Por lo general, se implica que también es una bipirámide "recta".
Una bipirámide regular recta (simétrica) n-gonal tiene el símbolo de Schläfli { } + {n}.
Una bipirámide recta (simétrica) tiene el símbolo de Schläfli { } + P para la base formada por el polígono P.
La bipirámide n-gonal recta "regular" (por lo tanto isoedral) con vértices regulares es la figura dual de un prisma uniforme n-gonal (por lo tanto, recto), y tiene caras congruentes con forma de triángulo isósceles.
Una bipirámide n-gonal recta (simétrica) "regular" puede ser proyectada en una esfera o globo terráqueo como una bipirámide esférica n-gonal recta (simétrica) "regular", generando n líneas meridianas equiespaciadas que van de polo a polo, y una línea ecuatorial que las biseca.
Clasificación de Coxeter-Dynkin
De acuerdo con sus propiedades de simetría, las distintas bipirámides se denotan con los siguientes diagramas de Coxeter-Dynkin:
| Nombre de la bipirámide      | Bipirámide digonal | Bipirámide triangular (véase: J12) | Octaedro (véase: O) | Bipirámide pentagonal (véase: J13) | Bipirámide hexagonal | Bipirámide heptagonal | Bipirámide octogonal | Bipirámide | Bipirámide decagonal | ...                 | Bipirámide apeirogonal |
| ---------------------------- | ------------------ | ---------------------------------- | ------------------- | ---------------------------------- | -------------------- | --------------------- | -------------------- | ---------- | -------------------- | ------------------- | ---------------------- |
| Imagen del poliedro          |                    |                                    |                     |                                    |                      |                       |                      |            |                      | ...                 |                        |
| Imagen del poliedro esférico |                    |                                    |                     |                                    |                      |                       |                      |            |                      | Imagen del teselado |                        |
| Configuración de vértices    | V2.4.4             | V3.4.4                             | V4.4.4              | V5.4.4                             | V6.4.4               | V7.4.4                | V8.4.4               | V9.4.4     | V10.4.4              | ...                 | V∞.4.4                 |
| Diagrama de Coxeter-Dynkin   |                    |                                    |                     |                                    |                      |                       |                      |            |                      | ...                 |                        |

## Bipirámides de triángulos equiláteros
Solo tres tipos de bipirámides pueden tener todas las aristas de la misma longitud (lo que implica que todas sus caras son triángulos equiláteros y, por lo tanto, la bipirámide es un deltaedro): las bipirámides "regulares" rectas (simétricas) triangulares, tetragonales y pentagonales. La bipirámide tetragonal o cuadrada con aristas de igual longitud, el octaedro, es uno de los sólidos platónicos; las bipirámides triangulares y pentagonales con aristas de la misma longitud forman parte de los sólidos de Johnson (J12 y J13).
| Nombre de la bipirámide recta "regular" (simétrica) | Bipirámide triangular (J12) | Bipirámide tetragonal (Octaedro regular) | Bipirámide pentagonal (J13) |
| Imagen de la bipirámide                             |                             |                                          |                             |

## Simetría caleidoscópica
Una bipirámide "regular" recta (simétrica) n-gonal tiene el grupo simetría diédrica Dnh, de orden 4n, excepto en el caso de un octaedro regular, que pertenece al grupo de simetría octaédrica más grande Oh, de orden 48, que tiene tres versiones de D4h como subgrupos. El grupo de rotación es Dn, de orden 2n, excepto en el caso de un octaedro regular, que tiene el grupo de rotación mayor O, de orden 24, que tiene tres versiones de D4 como subgrupos.
Las 4n caras triangulares de una bipirámide recta "regular" (simétrica) 2n-gonal, proyectada como las 4n caras  triangulares esféricas de una bipirámide esférica 2n-gonal recta (simétrica) "regular", representan los dominios fundamentales de la simetría diédrica en tres dimensiones: Dnh, [n,2 ], (*n22), orden 4n. Estos dominios se pueden mostrar como triángulos esféricos de colores alternativos:
- En un plano de reflexión a través de bordes cocíclicos, los dominios de imagen especular están en diferentes colores (isometría indirecta).
- Sobre un eje de rotación n' que pasa por 'vértices opuestos, un dominio y su imagen tienen el mismo color (isometría directa).

Una bipirámide n-gonal (simétrica) puede verse como el kleetopo del diedro n-gonal correspondiente.
| Dnh                                  | D1h | D2h | D3h | D4h | D5h | D6h | ... |
| ------------------------------------ | --- | --- | --- | --- | --- | --- | --- |
| Imagen de los dominios fundamentales |     |     |     |     |     |     | ... |

## Bipirámides oblicuas
Las bipirámides no rectas se denominan bipirámides oblicuas. Se caracterizan porque la recta que pasa por los dos vértices y por el centroide de la base, no es perpendicular al plano de la base.

## Bipirámides cóncavas

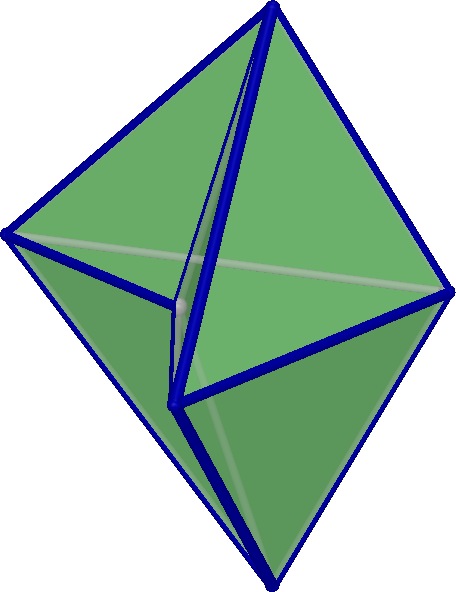
Ejemplo de bipirámide tetragonal cóncava (simétrica) (*)

Una bipirámide cóncava tiene una base poligonal cóncava.
En la figura de la derecha, (*) la base no posee un centroide evidente; si sus vértices no están "justo" arriba y abajo del centro de gravedad de su base, no es una bipirámide "recta". De todos modos, es un octaedro cóncavo.

## Bipirámides rectas asimétricas/invertidas
| Asimétrica | Invertida |
| ---------- | --------- |
|            |           |

Una bipirámide recta asimétrica es la unión base con base de dos pirámides rectas con bases congruentes, pero con alturas desiguales de los vértices a la base.
Una bipirámide recta invertida es la unión base con base de dos pirámides rectas con bases congruentes pero alturas desiguales, pero del mismo lado de su base común.
El dual de una bipirámide recta asimétrica o invertida es un tronco.

Una bipirámide "regular" asimétrica/invertida recta n-gonal tiene un grupo de simetría Cnv, de orden 2n.

## Bipirámides con triángulos escalenos

Ejemplo de bipirámide ditetragonal

Una bipirámide di-n-gonal "isotoxal" recta (simétrica) es una bipirámide 2n-gonal recta (simétrica) con un polígono plano isotoxal como base: sus 2n vértices alrededor de los lados son coplanares, pero se alternan con dos radios distintos (como por ejemplo, en el caso de un rombo).
Una bipirámide isotoxal recta (simétrica) di-n-gonal tiene n ejes de rotación dobles a través de los vértices alrededor de los lados, n planos de reflexión a través de los dos vértices de las pirámides y pares de puntos de la base, n rotaciones de superposición alrededor del eje que pasa a través de los ápices, un plano de reflexión a través de la base, y un eje de roto-reflexión de n lóbulos que pasa a través de los ápices, que representa el grupo de simetría Dnh, [n,2], (*22 n), de orden 4n (la reflexión en el plano base corresponde a la roto-reflexión de 0°. Si n es par, hay una simetría alrededor del centro, correspondiente a la roto-reflexión de 180°).
Todas sus caras son triángulos congruentes, y es una figura isoedral. Puede verse como un tipo de escalenoedro di-n-gonal recto "simétrico".
Nota: Para dos alturas de vértice particulares como máximo, las caras de los triángulos pueden ser isósceles, como se demuestra a continuación con un ejemplo numérico sencillo.
Ejemplo 1:
- Sea una pirámide de base rómbica, cuyas semidiagonales miden 3 y 4 unidades. En consecuencia, el lado del rombo mide:

{\displaystyle l={\sqrt {3^{2}+4^{2}}}={\sqrt {25}}=5}
Ahora, si se desea que la arista que une uno de los vértices del rombo con el ápice de la pirámide, mida lo mismo que el lado del rombo (para obtener así un triángulo isósceles), se debe formar un triángulo rectángulo del que se conoce un cateto (cualquiera de las semidiagonales del rombo) y su hipotenusa (la longitud {\displaystyle l}), lo que permite calcular la altura del ápice {\displaystyle h} sobre la base:
{\displaystyle h_{1}={\sqrt {5^{2}-4^{2}}}={\sqrt {9}}=3}
{\displaystyle h_{2}={\sqrt {5^{2}-3^{2}}}={\sqrt {16}}=4}
Ejemplo 2:

Ejemplo de bipirámides rómbicas

- La bipirámide "isotoxal" recta (simétrica) "didigonal" (*) con vértices base:

U = (1,0,0), U′ = (−1,0,0), V = (0,2,0), V′ = (0,−2,0),
y con ápices:
A = (0,0,1), A′ = (0,0,−1),
tiene dos longitudes de borde diferentes:
UV = UV′ = U′V = U′V′ = √5,
AU = AU′ = A′U = A′U′ = √2,
AV = AV′ = A′V = A′V′ = √5;
así, todas sus caras triángulos isósceles.
- La bipirámide "isotoxal" recta (simétrica) "digonal" (*) con los mismos vértices de base, pero con altura de vértice: 2, también tiene dos longitudes de arista diferentes: √5 y 2√2.

En cristalografía, existen bipirámides "isotoxales" rectas (simétricas) didigonales (de 8 caras), ditrigonales (de 12 caras), ditetragonales (de 16 caras) y dihexagonales (de 24 caras).
(*) Las bipirámides geométricas di-n-gonales más pequeñas tienen ocho caras y son topológicamente idénticas al octaedro regular. En este caso (2n = 2×2):
 una bipirámide "isotoxal" recta (simétrica) "didigonal" se denomina bipirámide rómbica, aunque todas sus caras son triángulos escalenos, porque su base poligonal plana es un rombo.

## Escalenoedros

Ejemplo de escalenoedro ditrigonal

Un escalenoedro "regular" recto "simétrico" di-n-gonal se puede generar con una base en forma de polígono en zizzag 2n-gono regular y dos vértices simétricos rectos  situados arriba y debajo del centro de la base, y caras triangulares que conectan cada lado de la base con cada vértice.
Tiene dos ápices y 2n vértices alrededor de los lados, 4n caras y 6n aristas; es topológicamente idéntico a una bipirámide 2n-gonal, pero sus 2n vértices se alternan en dos anillos situados por encima y por debajo del centro.
Un escalenoedro di-n-gonal recto "regular" "simétrico" tiene n ejes de rotación dobles a través de los bordes medios alrededor de los lados, n planos de reflexión a través de los vértices y ápices, un eje de rotación de n lóbulos a través de los ápices, y un eje de roto-reflexión de 'n' lóbulos a través de los ápices, que representa el grupo de simetría Dnv = Dnd, [2+,2n], (2*n ), de orden 4n. Si n es impar, existe una simetría alrededor del centro, correspondiente a la roto-reflexión de 180°.
Todas sus caras son triángulos congruentes entre sí, y es una figura isoedral. Puede verse como otro tipo de bipirámide recta "simétrica" 2n-gonal, con base un polígono regular con vértices dispuestos en zigzag.
Nota: Para dos alturas de vértice particulares como máximo, las caras triangulares pueden ser isóceles.
En cristalografía, existen escalenoedros "regulares" rectos "simétricos" "didigonales" (de 8 caras) y ditrigonales (de 12 caras).
Los escalenoedros geométricos más pequeños tienen ocho caras y son topológicamente idénticos a los octaedros regulares. En este caso (2n = 2×2):
un escalenoedro "regular" recto "simétrico" "didigonal" se llama escalenoedro tetragonal; sus seis vértices se pueden representar como (0,0,±1), (±1,0,z), (0,±1,−z), donde z es un parámetro entre 0 y 1; en z = 0, es un octaedro regular; en z = 1, es un disfenoide con todas las caras coplanares fusionadas (cuatro triángulos isósceles congruentes); para z > 1, se vuelve cóncavo.
| z = 0.1 | z = 0.25 | z = 0.5 | z = 0.95 | z = 1.5 |
| ------- | -------- | ------- | -------- | ------- |
|         |          |         |          |         |

Ejemplos de disfenoides y de escalenoedro de 8 caras

Nota: Si la base de 2n-gon es isotoxal in-out y zigzag sesgada, entonces no todas las caras triangulares del sólido "isotoxal" recto "simétrico" son congruentes.
Ejemplo:
- El sólido con vértices de base de isotoxal in-out zigzag sesgado 2 × 2-gon:

U = (1,0,1), U′ = (−1,0,1), V = (0,2,−1), V′ = (0,−2,−1),
y con ápices simétricos "derechos":
A = (0,0,3), A′ = (0,0,3),
tiene cinco longitudes de borde diferentes:
UV = UV′ = U′V = U′V′ = 3,
AU = AU′ = √5,
AV = AV′ = 2√5,
A′U = A′U′ = √17,
A′V = A′V′ = 2√2;
así no todas sus caras triangulares son congruentes.

## Bipirámides estrelladas "regulares"
Una bipirámide con auto-intersección o en estrella' tiene una base en forma de polígono estrellado.
Se puede generar una bipirámide estrellada "regular" recta simétrica con un polígono estrellado regular como base, dos ápices simétricos rectos situados arriba y debajo del centro de la base, y, por lo tanto, caras triangulares "simétricas" una a una que conectan cada lado de la base con cada vértice.
Una bipirámide estrellada simétrica recta "regular" tiene caras triangulares isósceles congruentes y es una figura isoedral.
Nota: Para una altura de vértice determinada como máximo, las caras de los triángulos pueden ser equiláteras.
Una bipirámide {p/q} tiene un diagrama de Coxeter-Dynkin .
| Base poligonal estrellada          | 5/2-gono | 7/2-gono | 7/3-gono | 8/3-gono | 9/2-gono | 9/4-gono |
| ---------------------------------- | -------- | -------- | -------- | -------- | -------- | -------- |
| Imagen de la bipirámide estrellada |          |          |          |          |          |          |
| Coxeter diagram                    |          |          |          |          |          |          |

| Base poligonal estrellada          | 10/3-gono | 11/2-gono | 11/3-gono | 11/4-gono | 11/5-gono | 12/5-gono |
| ---------------------------------- | --------- | --------- | --------- | --------- | --------- | --------- |
| Imagen de la bipirámide estrellada |           |           |           |           |           |           |
| Diagrama de Coxeter                |           |           |           |           |           |           |

## Bipirámides estrelladas con triángulos escalenos
Se puede generar una bipirámide estrellada "isotoxal" simétrica recta 2p/q-gonal con una estrella isotoxal dentro-fuera 2p/q-gonal como base, dos ápices simétricos rectos por arriba y por debajo del centro de la base y, por lo tanto, caras triangulares simétricas una a una que conectan cada borde de la base con cada ápice.
Una bipirámide estrellada "isotoxal" simétrica recta 2p/q-gonal tiene caras triangulares congruentes escalenas, y es una figura isoedral. Puede verse como otro tipo de escalenoedro estrellado 2p/q-gonal recto "simétrico".
Nota: Para dos alturas de vértice particulares como máximo, las caras de los triángulos pueden ser isóceles.
| Polígono en estrella de la base                              | Entrada-salida 8/3-gono isotoxal |
| ------------------------------------------------------------ | -------------------------------- |
| Imagen de una bipirámide estrellada con triángulos escalenos |                                  |

## Escalenoedros estrellados
Un escalenoedro estrellado "regular" recto "simétrico" 2p/q-gonal se puede generar con una estrella regularen zigzag 2p/q-gonal como base, dos ápices simétricos por encima y por debajo del centro de la base, y caras triangulares que conectan cada lado de la base con cada ápice.
Un escalenoedro estrellado "regular" recto "simétrico" con un 2p/q-gono como base, tiene caras en forma de triángulos escalenos congruentes, y es una figura isoedral. Puede verse como otro tipo de bipirámide estrellada 2p/q-gonal recta "simétrica", con un polígono estrellado regular alabeado en zigzag como base.
Nota: Para dos alturas de vértice particulares como máximo, las caras triangulares pueden ser isósceles.
| Polígono estrellado base             | Zigzag alabeado regular 8/3-gono |
| ------------------------------------ | -------------------------------- |
| Imagen de un escalenoedro estrellado |                                  |

Nota: Si la base de la estrella 2p/q-gon es isotoxal dentro-fuera y en zigzag alabeado, entonces no todas las caras triangulares del poliedro estrellado "isotoxal" "simétrico" y recto son congruentes.
| Polígono estrella base           | Isotoxal dentro-fuera zigzag alabeado 8/3-gono |
| -------------------------------- | ---------------------------------------------- |
| Imagen de un poliedro estrellado |                                                |

Con vértices en la base:
U0 = (1,0,1), U1 = (0,1,1), U2 = (−1,0,1), U3 = (0,−1,1),
V0 = (2,2,−1), V1 = (−2,2,−1), V2 = (−2,−2,−1), V3 = (2,−2,−1),
y con ápices:
A = (0,0,3), A′ = (0,0,−3),
tiene cuatro longitudes de arista diferentes:
U0V1 = V1U3 = U3V0 = V0U2 = U2V3 = V3U1 = U1V2 = V2U0 = √17,
AU0 = AU1 = AU2 = AU3 = √5,
AV0 = AV1 = AV2 = AV3 = 2√6,
A′U0 = A′U1 = A′U2 = A′U3 = √17,
A′V0 = A′V1 = A′V2 = A′V3 = 2√3;
por tanto, no todas sus caras triangulares son congruentes.

## 4-politopos con celdas bipiramidales
El dual de la rectificación de cada 4-politopo regular convexo es un polícoro isoedral con celdas bipiramidales. Los ápices de la bipirámide se denotan por A, y los vértices del ecuador por E. La distancia entre vértices adyacentes en el ecuador EE = 1, una arista del ecuador a un ápice es AE y la distancia entre los ápices es AA. El 4-politopo bipiramidal tendrá VA vértices donde se encuentran los ápices de NA bipirámides. Tendrá VE vértices donde se encuentran los vértices de tipo E de NE bipirámides. NAE bipirámides se encuentran en cada arista del tipo AE. NEE bipirámides se encuentran en cada borde tipo EE. CAE es el coseno del ángulo diedro en una arista AE. CEE es el coseno de ángulo diedro en una arista EE. Como las celdas deben caber alrededor de una arista, NAA cos−1(CAA) ≤ 2Π, NAE cos−1(CAE) ≤ 2Π.
| Propiedades del 4-politopo        | Propiedades del 4-politopo | Propiedades del 4-politopo | Propiedades del 4-politopo | Propiedades del 4-politopo | Propiedades del 4-politopo | Propiedades del 4-politopo | Propiedades del 4-politopo | Propiedades del 4-politopo | Propiedades de las bipirámides | Propiedades de las bipirámides | Propiedades de las bipirámides           | Propiedades de las bipirámides | Propiedades de las bipirámides              | Propiedades de las bipirámides              |
| Dual de                           | Diagrama de Coxeter        | Celdas                     | VA                         | VE                         | NA                         | NE                         | NAE                        | NEE                        | Celdas                         | Diagrama de Coxeter            | AA                                       | AE**                           | CAE                                         | CEE                                         |
| --------------------------------- | -------------------------- | -------------------------- | -------------------------- | -------------------------- | -------------------------- | -------------------------- | -------------------------- | -------------------------- | ------------------------------ | ------------------------------ | ---------------------------------------- | ------------------------------ | ------------------------------------------- | ------------------------------------------- |
| 5-celdas rectificado              |                            | 10                         | 5                          | 5                          | 4                          | 6                          | 3                          | 3                          | Bipirámide triangular          |                                | {\textstyle {\frac {2}{3}}}              | 0,667                          | {\textstyle -{\frac {1}{7}}}                | {\textstyle -{\frac {1}{7}}}                |
| Teseracto rectificado             |                            | 32                         | 16                         | 8                          | 4                          | 12                         | 3                          | 4                          | Bipirámide triangular          |                                | {\textstyle {\frac {\sqrt {2}}{3}}}      | 0,624                          | {\textstyle -{\frac {2}{5}}}                | {\textstyle -{\frac {1}{5}}}                |
| 24-celdas rectificado             |                            | 96                         | 24                         | 24                         | 8                          | 12                         | 4                          | 3                          | Bipirámide triangular          |                                | {\textstyle {\frac {2{\sqrt {2}}}{3}}}   | 0,745                          | {\textstyle {\frac {1}{11}}}                | {\textstyle -{\frac {5}{11}}}               |
| 120-celdas rectificado            |                            | 1200                       | 600                        | 120                        | 4                          | 30                         | 3                          | 5                          | Bipirámide triangular          |                                | {\textstyle {\frac {{\sqrt {5}}-1}{3}}}  | 0,613                          | {\textstyle -{\frac {10+9{\sqrt {5}}}{61}}} | {\textstyle -{\frac {7-12{\sqrt {5}}}{61}}} |
| 16 celdas rectificado             |                            | 24*                        | 8                          | 16                         | 6                          | 6                          | 3                          | 3                          | Octaedro                       |                                | {\textstyle {\sqrt {2}}}                 | 1                              | {\textstyle -{\frac {1}{3}}}                | {\textstyle -{\frac {1}{3}}}                |
| Panel de abeja cúbico rectificado |                            | ∞                          | ∞                          | ∞                          | 6                          | 12                         | 3                          | 4                          | Octaedro                       |                                | {\textstyle 1}                           | 0,866                          | {\textstyle -{\frac {1}{2}}}                | {\textstyle 0}                              |
| 600-celdas rectificado            |                            | 720                        | 120                        | 600                        | 12                         | 6                          | 3                          | 3                          | Bipirámide pentagonal          |                                | {\textstyle {\frac {5+3{\sqrt {5}}}{5}}} | 1,447                          | {\textstyle -{\frac {11+4{\sqrt {5}}}{41}}} | {\textstyle -{\frac {11+4{\sqrt {5}}}{41}}} |

* El politopo de 16-celdas rectificado es el politopo de 24-celdas normal y los vértices son todos equivalentes – los octaedros son bipirámides regulares.
** Dado en forma de cifra debido a la complejidad de la fórmula correspondiente.

## Dimensiones superiores
En general, una bipirámide puede verse como un n-politopo construido con un (n − 1)-politopo en un hiperplano con dos puntos en direcciones opuestas, a igual distancia perpendicularmente al hiperplano. Si el politopo (n − 1) es un politopo regular, tendrá caras piramidales idénticas. Un ejemplo es el hexadecacoron, que es una bipirámide octaédrica y, más generalmente, un n-ortoplex es una (n − 1)-ortoplex bipirámide.
Una bipirámide bidimensional es un rombo.